# Храм Казанской иконы Божией Матери (Андросово)
Храм Каза́нской ико́ны Бо́жией Ма́тери — православный храм Железногорской епархии. Расположен в селе Андросово Железногорского района Курской области.

## История
По преданию, церковный приход в селе Андросово возник на рубеже XVI и XVII веков, «300 лет назад» — как говорили в начале XX века. В это время у родника в лесу, рядом с соседней деревней Хлынино, была обретена Казанская икона Божией Матери. Это событие произошло в воскресенье, предшествовавшее празднику Казанской иконы Божией Матери. Найденная икона стала реликвией Андросовского храма.
Первые документальные сведения о Казанском храме в Андросово содержатся в переписной книге Кромского уезда полковника Г. Т. Ергольского 1710 года. 
Первое здание Казанского храма располагалось на территории кладбища, которое в начале XX века считалось древним. К этому времени на месте бывшего престола церкви на древнем кладбище стоял полуразрушенный столб. О времени строительства второго здания Казанского храма, просуществовавшего до начала XX века, сведений не сохранилось. К приходу андросовского храма, помимо жителей самого села, было приписано население соседних деревень Зорино и Хлынино. В 1851 году вокруг церкви была построена каменная ограда. В это время настоятелем храма был священник Алексей Коссов, отец Георгия Коссова, впоследствии канонизированного и более известного как под именем Егория Чекрягского. В настоящее время в храме находится икона с частицей мощей Георгия Коссова. 
В 1865 году в церкви служили священники Фёдор Орлов, Алексей Коссов и диакон Иоанн Анфимов. Церковным старостой был купец Афанасий Корев. В 1867 году Фёдор Орлов был награждён набедренником. Количество прихожан составляло 1800—2000 человек, из них мужчин — 500, женщин — 1300—1500.
К концу XIX века здание церкви пришло в крайнюю ветхость. В 1899—1904 годах было сооружено новое каменное здание храма, сохранившееся по сей день.
В 1919 году священник Казанского храма Семён Благовещенской был расстрелян большевиками прямо у церкви за поддержку антисоветского восстания.
Несмотря на гонения на церковь в годы советской власти, храм долгое время оставался открытым для прихожан. До Великой Отечественной войны настоятелем храма был священник по имени Николай. После войны богослужения здесь проводил священник по фамилии Горбулин, после смерти которого, в 1971 году, храм был закрыт. Здание использовалось как овощехранилище. В 1993 году был воссоздан приход, а в 1997 году храм отремонтировали. С момента воссоздания прихода и до 2021 года настоятелем храма был священник Михаил Ашурков. С ноября 2021 года настоятелем храма является иерей Александр Шевцов.